# یواس‌اس جیپسی (ای‌آراس (دی)-۱)
یواس‌اس جیپسی (ای‌آراس(دی)-۱) (به انگلیسی: USS Gypsy (ARS(D)-1)) یک کشتی بود که طول آن ۲۲۴ فوت ۹ اینچ (۶۸٫۵۰ متر) بود. این کشتی در سال ۱۹۴۵ ساخته شد.